# Tambak Rejo (Jombang)
Tambak Rejo is een bestuurslaag in het regentschap Jombang van de provincie Oost-Java, Indonesië. Tambak Rejo telt 10.392 inwoners (volkstelling 2010).